# Mikołajek płaskolistny
Mikołajek płaskolistny (Eryngium planum L.) – gatunek rośliny wieloletniej z rodziny selerowatych. Rodzimy obszar jego występowania to środkowa i wschodnia Europa oraz zachodnia i środkowa Azja. W Polsce dość rzadki. Występuje w niektórych rejonach na niżu, na ogół rzadko, częstszy wzdłuż dolin Odry i Wisły.

## Rozmieszczenie geograficzne
Jako gatunek rodzimy występuje w środkowej i wschodniej Europie – na wschód od Niemiec, Austrii i krajów byłej Jugosławii. W Azji rośnie w zachodniej Syberii, Mongolii, Kazachstanie i w zachodnich Chinach. Introdukowany został do północnej Europy (Półwysep Skandynawski, Wyspy Brytyjskie), do wschodniej Rosji (Kraj Nadmorski i Jakucja) oraz do Ameryki Północnej (południowa Kanada i północna część Stanów Zjednoczonych).
W Polsce gatunek rozmieszczony bardzo nierównomiernie – dość pospolity wzdłuż doliny Wisły i Bugu, na Kujawach, Wyżynie Lubelskiej i w Niecce Nidziańskiej, spotykany także w rejonie doliny Odry na Dolnym Śląsku, poza tym na bardzo rozproszonych stanowiskach; brak go na obszarach górskich. W niektórych miejscach rośnie zawleczony.

## Morfologia

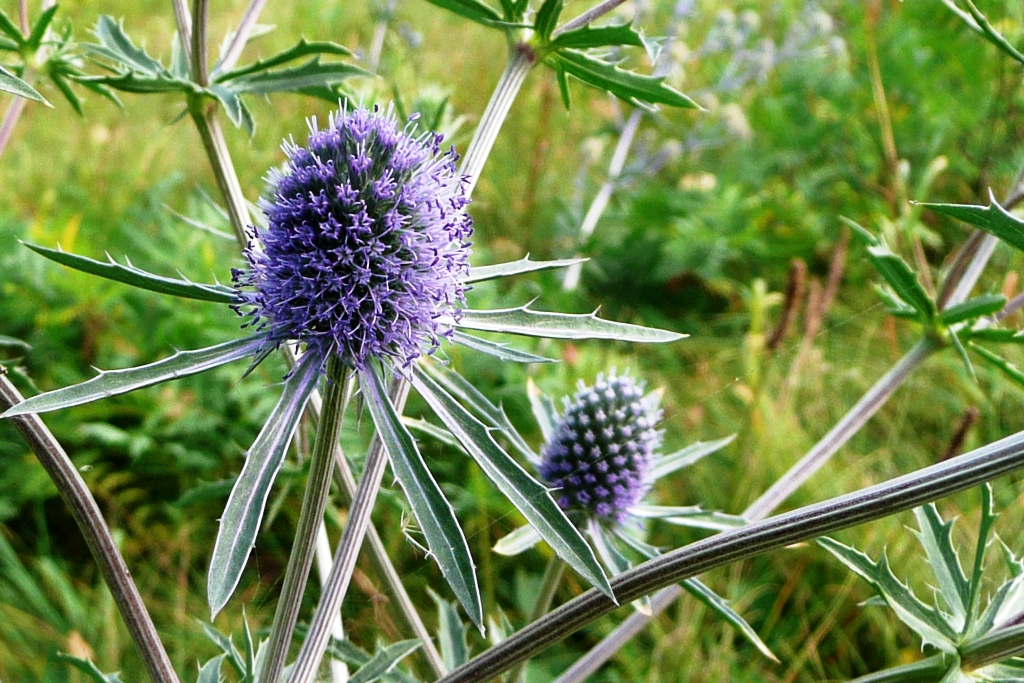
Kwiatostan

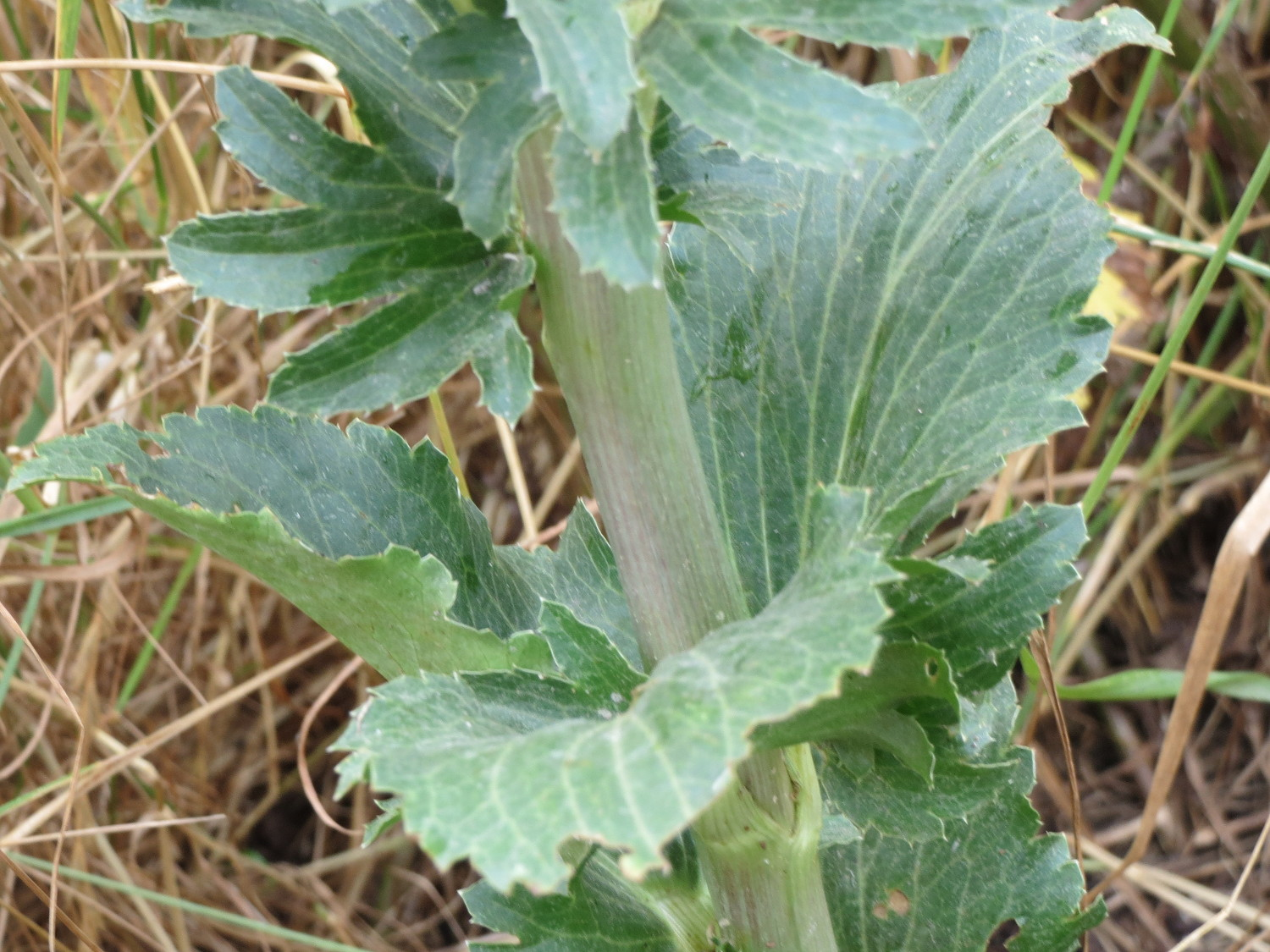
Liście

PokrójRoślina zielna o pędzie podziemnym w postaci zgrubiałego, pionowego kłącza, z którego wyrastają prosto wzniesione łodygi górą rozgałęziające się i tu zwykle niebiesko nabiegłe. Osiąga wysokość przeważnie 30–60 cm (rzadziej do 100 cm).
LiścieWszystkie są skórzaste, ale wyraźnie odmiennego kształtu są odziomkowe liście dolne i łodygowe (heterofilia). Dolne są długoogonkowe, niepodzielone, jajowato okrągłe z sercowatą nasadą, ciemnozielone, z brzegiem kolczasto ząbkowanym. Górne liście są siedzące o uszastych nasadach, o blaszce palczasto 3–5-siecznej, z odcinkami wąskimi, kolczasto piłkowanymi na brzegach, niebieskosine.
KwiatyZebrane w liczne główki na szczytach odgałęzień pędu. Kwiatostany wsparte są 5–8 wąsko lancetowatymi podsadkami, na brzegu odlegle kolczastymi. Główki są kulistawe lub jajowate, o wysokości do 1,5 cm. Poszczególne kwiaty wsparte są przysadkami, które w dolnej części kwiatostanu są trójkończyste, a w górnej całobrzegie. Działki kielicha są lancetowate, na szczycie z kolcem, dłuższe od korony. Korony kwiatów są niebieskie, rzadziej białawe; jajowate płatki na szczycie mają frędzlowatą łatkę.
OwoceRozłupnie do połowy pokryte ostrymi łuskami.
Gatunek podobnyW Europie Środkowej może być mylony z mikołajkiem polnym Eryngium campestre, który różni się szarozielonym kolorem pędów i białawymi kwiatami, podzielonymi dolnymi liśćmi, łodygą rozgałęziającą się od nasady.

## Biologia i ekologia
Bylina, hemikryptofit. Kwitnie od lipca do września. Kwiaty owadopylne, zapylane przez trzmiele, pszczoły i motyle. Owoce rozsiewane są przez zwierzęta (zoochoria). Ziele i korzeń zawierają olejki eteryczne, saponiny, garbniki.
Rośnie na suchych murawach i pastwiskach, na przydrożach i odłogach. 

## Zastosowanie i uprawa
- Roślina ozdobna, uprawiana ze względu na ładne kwiatostany i niebiesko-sine ubarwienie rośliny. Stąd w uprawie obecny jest zwłaszcza w intensywnie niebiesko wybarwionych odmianach ('Balukappe', 'Blue Dwarf')[8]. Bywa wykorzystywany na suche bukiety.
- Rozmnaża się go z nasion, które wysiewa się w marcu-kwietniu do inspektów. Na stałe miejsce wysadza się w czerwcu-lipcu. Wymaga słonecznego stanowiska i suchej, piaszczystej gleby.